# Anello dottorale

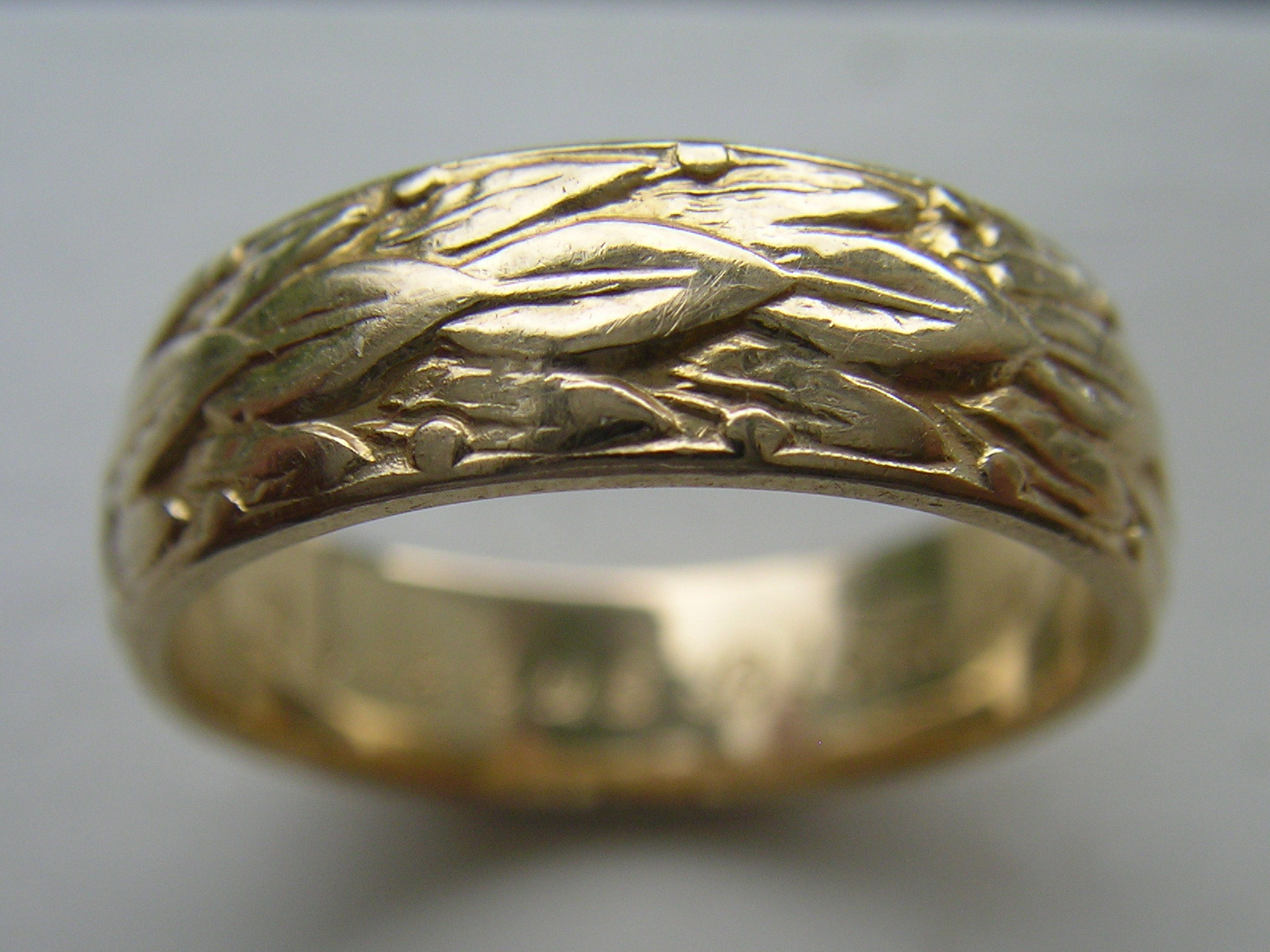
Anello dottorale della facoltà di filosofia dell'Università di Uppsala

L'anello dottorale è una regalia accademica conferita ai dottorandi delle università scandinave.

## Svezia
In Svezia l'anello dottorale è realizzato in oro ed è parte delle regalie accademiche, insieme al cappello dottorale, ma mentre quest'ultimo è usato solo in cerimonie accademiche, l'anello è inteso per essere indossato quotidianamente. È solitamente decorato differentemente in base alla facoltà, ed è conferito dal rettore ai dottorandi nella cerimonia di promotion accompagnato dalla frase accipe annulum ("ricevi l'anello").

## Danimarca

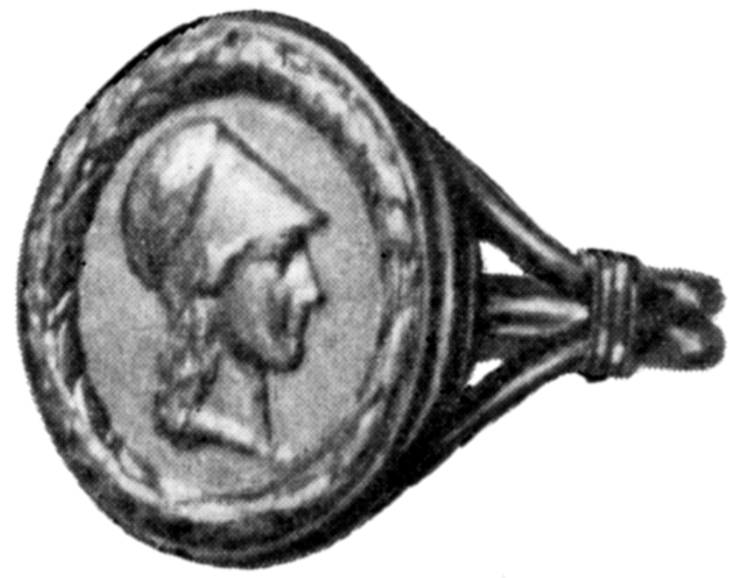
Anello dottorale danese

L'anello dottorale è stato introdotto in Danimarca nel 1824, e il suo aspetto attuale è stato progettato dal medaglista Harald Conradsen nel 1866. È realizzato in oro e riporta l'effige di Pallade Atena circondata da una corona d'alloro. È tipicamente indossato nell'indice della mano destra.